# Bupleurum affine
Bupleurum affine là một loài thực vật có hoa trong họ Hoa tán. Loài này được Sadler mô tả khoa học đầu tiên năm 1825.